# Dorcadion kykladicum
Dorcadion kykladicum är en skalbaggsart som beskrevs av Stefan von Breuning 1944. Dorcadion kykladicum ingår i släktet Dorcadion och familjen långhorningar. Inga underarter finns listade i Catalogue of Life.